# 三裂茶藨子
三裂茶藨子（学名：Ribes moupinense var. tripartitum）为虎耳草科茶藨子属下的一个变种。

## 扩展阅读
- 維基物種上的相關：三裂茶藨子